# Gabrje pri Ilovi Gori
Gabrje pri Ilovi Gori je naselje v Občini Grosuplje.